# Okobo

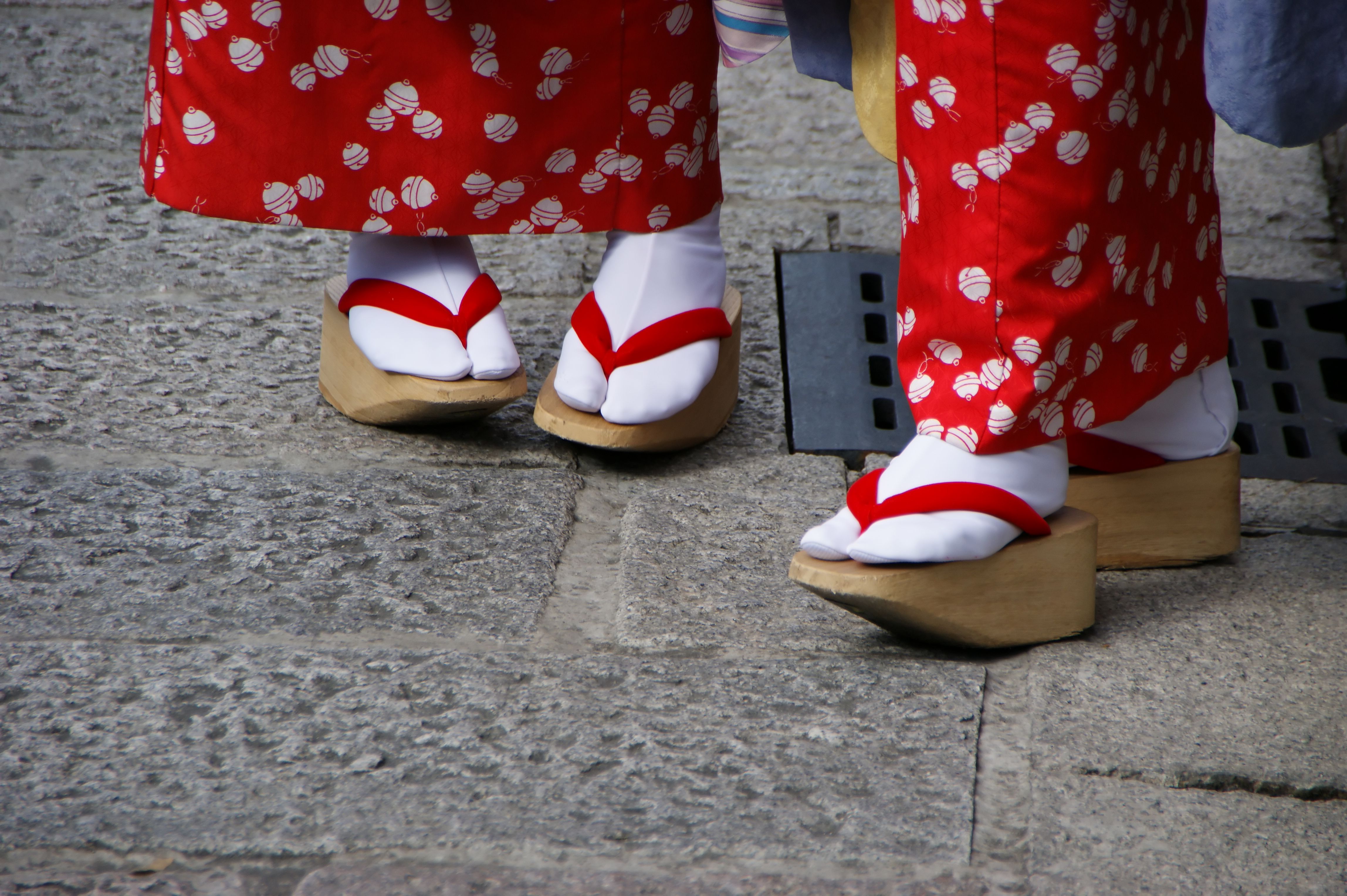
Maiko em Kyoto usando Okobo

Okobo (おこぼ), também conhecidas como pokkuri, bokkuri ou koppori geta em função do som que produzem ao se caminhar, são sandálias de madeira usadas pelas maiko (gueixas aprendizes) durante o período de aprendizagem. As okobo são muito altas e em geral são feitas de um único bloco de madeira de salgueiro. Normalmente, a madeira não possui qualquer acabamento ou recebe um acabamento natural, embora durante o verão, as maiko usem okobo laqueadas em preto. Elas são mantidas nos pés através de tiras coloridas que indicam o status enquanto maiko. Tiras vermelhas indicam maiko novatas, enquanto as amarelas indicam maiko próximas de completar o período de aprendizagem. As okobo são usadas para não deixar o quimono das mulheres que as usam tocarem o chão.